# Pogranyicsniji járás
A Pogranyicsniji járás (oroszul Пограни́чный райо́н) Oroszország egyik járása a Tengermelléki határterületen. Székhelye Pogranyicsnij.

## Népesség
- 1989-ben 26 604 lakosa volt.
- 2002-ben 25 761 lakosa volt.
- 2010-ben 23 492 lakosa volt.